# 季宗权
季宗权（1922年—1989年），男，江苏崇明（今属上海）人，中华人民共和国政治人物，曾任国家计划生育委员会副主任，中华人民共和国卫生部副部长。